# Love the Way You Lie
Love the Way You Lie (ang. Kocham sposób w jaki kłamiesz) – drugi singiel amerykańskiego rapera Eminema z jego albumu Recovery. W piosence występuje również piosenkarka Rihanna. Autorką tekstu i kompozytorką oryginalną jest Skylar Grey. Nagrała wersję demo i przesłała ją Eminemowi. Stwierdziła bowiem że jej wersja będzie zbyt patetyczna i romantyczna. Utwór został wyprodukowany przez Alexa da Kida. Stacja MTV potwierdziła, że utwór zostanie wydany jako singel i zostanie nakręcony do niego teledysk.

## Tło i nagranie
Alex da Kid zadeklarował, że piosenka została nagrana przez Eminema w dwa dni, który od początku pragnął aby to właśnie Rihanna zaśpiewała gościnnie. Raper skomentował piosenkę, „Piosenka nagrana z Rihanną jest jedną z tych, której tylko ona mogła podołać i to zrobić”. Utwór został wysłany do producentów artystki po tym, jak zgodziła się wystąpić gościnnie:
Skontaktowali się z nami bezpośrednio i po prostu powiedzieli, „Mamy tę piosenkę i wydaje nam się, że Rihanna mogłaby to świetnie zaśpiewać.” Oczywiście odpowiedziałam, „Okej, jeżeli spodoba mi się [ten utwór], to na pewno to zrobię, ponieważ uwielbiam Eminema. Pokochałam ten utwór. Jest naprawdę piękny i naprawdę się wyróżnia. To naprawdę unikalne nagranie. Jestem tym naprawdę podniecona.”

## Teledysk
W 2010 r. Joseph Kahn potwierdził, że będzie reżyserował teledysk. Nagrywanie rozpocznie się 20 lipca. Reżyser potwierdził również, że w teledysku wystąpią Megan Fox i Dominic Monaghan. Oboje nakręcą swoje sceny w następnym tygodniu, które będą kręcone w Los Angeles.
Teledysk miał swoją premierę w czwartek, 5 sierpnia na MTV oraz Vevo. Teledysk stał się fenomenem YouTube, gdyż został obejrzany 6,6 miliona razy w 24 godziny po premierze (tym samym pobijając rekord największej ilości wyświetleń w ciągu 24 godzin) oraz 18 milionów wyświetleń w 5 dni.
Do tej pory teledysk na YouTube obejrzano ponad 2,7 miliarda razy.

## Sequel
Na początku listopada do internetu wyciekła druga część piosenki w wersji niecenzurowanej, w której historia została przedstawiona z „perspektywy kobiety”. Na albumie jednak utwór znalazł się w wersji cenzurowanej oraz bez pięciosekundowego prologu. Chociaż do piosenki nie powstał teledysk, stała się hitem (podobnie jak część pierwsza). Kilka dni po wydaniu albumu do internetu wyciekła wersja zagrana tylko na pianinie, nieco krótsza, ponieważ zabrakło w niej Eminema.

## Notowania
| Listy (2010)                                         | Najwyższa pozycja | Końcowo roczne | Status     |
| ---------------------------------------------------- | ----------------- | -------------- | ---------- |
| Australia (ARIA)                                     | 1                 | 1              | 4x Platyna |
| Austria (Ö3 Austria Top 40)                          | 1                 | 5              | –          |
| Belgia (Ultratop Flandria)                           | 1                 |                | Złoto      |
| Belgia (Ultratop Walonia)                            | 1                 |                | Złoto      |
| Czechy (IFPI)                                        | 2                 | –              | –          |
| Dania (Tracklisten)                                  | 1                 | 7              | Platyna    |
| European Hot 100 Singles                             | 1                 | 8              | –          |
| Finlandia (Suomen virallinen lista)                  | 1                 | –              | –          |
| Francja (SNEP)                                       | 3                 | –              | –          |
| Francja (SNEP) Download Chart                        | 1                 | –              | –          |
| Hiszpania (PROMUSICAE)                               | 1                 | 11             | –          |
| Holandia (Dutch Top 40)                              | 5                 | –              | –          |
| Irlandia (IRMA)                                      | 1                 | 4              | –          |
| Japonia (Japan Hot 100)                              | 55                | –              | –          |
| Kanada (Canadian Hot 100)                            | 1                 | –              | –          |
| Niemcy (Media Control Charts)                        | 1                 | 11             | Platyna    |
| Norwegia (VG-lista)                                  | 1                 | –              | –          |
| Nowa Zelandia (RIANZ)                                | 1                 | –              | 2x Platyna |
| Polska (ZPAV)                                        | 1                 | –              | –          |
| Polska (Dance Top 50)                                | 13                | –              | –          |
| Rosja (Download Chart)                               | 1                 | 12             | Platyna    |
| Rumunia (Romanian Top 100)                           | 1                 | 26             | –          |
| Słowacja (IFPI)                                      | 1                 | –              | –          |
| Stany Zjednoczone (Billboard Hot 100)                | 1                 | 7              | –          |
| Stany Zjednoczone (Hot Latin Tracks)                 | 1                 | –              | –          |
| Stany Zjednoczone (Pop Songs)                        | 1                 | –              | –          |
| Stany Zjednoczone (Hot R&B/Hip-Hop Songs)            | 1                 | –              | –          |
| Stany Zjednoczone (Hot Rap Songs)                    | 1                 | –              | –          |
| Świat (World Singles Top 40)                         | 1                 | –              | –          |
| Szkocja (The Official Charts Company)                | 3                 | –              | –          |
| Szwecja (Sverigetopplistan)                          | 1                 | –              | –          |
| Szwajcaria (Media Control AG)                        | 1                 | 3              | 2x Platyna |
| Wenezuela (Record Chart)                             | 3                 | –              | –          |
| Węgry (Mahasz)                                       | 1                 | 35             | –          |
| Wielka Brytania (The Official Charts Company)        | 2                 | 1              | –          |
| Wielka Brytania (UK R&B The Official Charts Company) | 1                 | –              | –          |
| Włochy (FIMI)                                        | 1                 | 40             | Platyna    |